# Donald Rumsfeld
Donald Henry Rumsfeld (Chicago, 9. srpnja 1932. – Taos, 29. lipnja 2021.) bio je američki republikanski političar poznat po tome što je bio najmlađi, najstariji i tajnik za obranu s najdužim mandatom u američkoj povijesti. Također je bio poznat kao najgorljiviji zagovornik i arhitekt američke invazije na Irak 2003. godine, te neslužbeni vođa neokonzervativne frakcije unutar administracije predsjednika Georgea W. Busha.
Rumsfeld se rodio u obitelji njemačkog podrijetla. U djetinjstvu je bio skaut te pohađao demonstracijsku školu Baker u Illinoisu. Nakon toga je pohađao Sveučilište Princeton uz vojnu stipendiju. 1954. se pridružio Ratnoj mornarici SAD-a gdje je služio kao pilot i avio-instruktor.
Godine 1957. je otišao u mornaričku rezervu kako bi se počeo baviti politikom kao pomoćnik republikanskog člana Kongresa, Davida S. Denisona Jr., a potom Roberta P. Griffina. Nakon dvogodišnje karijere u investicijskoj banci A.G. Becker je 1962. i sam izabran u Zastupnički dom Kongresa. Na to je mjesto izabran još tri puta.
Godine 1969. je podnio ostavku kako bi se priključio administraciji predsjednika Nixona, gdje se istakao na cijelom nizu važnih dužnosti. 1973. je imenovan na mjesto veleposlanika SAD-a u NATO-u.
Rumsfeld je za vrijeme službe u Kongresu bio ostavio dobar dojam na novog predsjednika Forda, pa je nakon Nixonove ostavke 1974. imenovao šefom Fordovog tranzicijskog tima. Poslije toga je bio načelnik Fordove Bijele kuće, a 1975. je po prvi put postao tajnik za obranu. Njegov je mandat upamćen po cijelom nizu reformi i uspješnim nastojanjem da se američke oružane snage profesionaliziraju, odnosno promijene koncepciju koja se pokazala neadekvatnom za vrijeme vijetnamskog rata.
Nakon Fordovog poraza na predsjedničkim izborima se 1977. okrenuo privatnom biznisu, te istakao kao uspješan direktor farmaceutske tvrtke G.D. Searle & Company, poznate po proizvodnji umjetnog sladila zvanog nutrasweet. Pored toga je služio u upravom odboru multinacionalne korporacije ABB, a od 1983. do 1984. je služio i kao Reaganov izaslanik za Bliski istok, prilikom čega se, u svrhu normalizacije odnosa s Irakom u doba iransko-iračkog rata, sreo i sa Sadamom Huseinom.
Rumsfeld je 1998. bio jedan od osnivača Projekta za novo američko stoljeće, trusta mozgova čiji je član bio i bivši ministar obrane Dick Cheney. Kada je George W. Bush postao predsjednikom a Cheney potpredsjednikom, 2001. je Rumsfeld imenovan tajnikom za obranu.
Za vrijeme napada 11. rujna 2001. Rumsfeld se nalazio u Pentagonu, a nakon udara zrakoplova u zgradu je osobno pomagao pri evakuaciji ranjenika, držeći nosila. Taj je događaj - kao i odluka predsjednika Busha da započne Rat protiv terorizma - povećala Rumsfeldov utjecaj u Bushovoj administraciji.
Rumsfeld je za taj rat primijenio tzv. Rusmfeldovu doktrinu - temeljenu na korištenje najsuvremenije tehnologije umjesto velikog broja konvencionalnih kopnenih snaga. Ta je strategija imala uspjeha u pohodu kojim je u studenom 2001. zbačen talibanski režim u Afganistanu.
Rusmfeld je isti recept primijenio i prilikom invazije na Irak 2003. kada je s relativno malo kopnenih snaga slomljen režim Sadama Huseina. Međutim, uskoro se pokazalo da su te snage neadekvatne kako za obavljanje efikasne vojne okupacije, tako i za zaustavljanje jačanja iračke gerile, kao i nicanja raznih paravojnih formacija na vjerskoj i etničkoj osnovi. Porast nasilja, kao i američkih žrtava, je dovela do sve više zahtjeva s Rumsfeldovom ostavkom, posebno intenziviranih nakon izbijanja skandala oko zlostavljanja zatvorenika u zatvoru Abu Ghraib.
Bush je, usprkos zahtjeva nekih svojih suradnika da Rumsfelda smijeni pred predsjedničke izbore 2004. godine, to odbio učiniti. Međutim, dvije godine kasnije je nezadovoljstvo ratom u Iraku bitno pridonijelo teškom porazu Republikanske stranke na izborima za Kongres. Bush je zbog toga odlučio prihvatiti Rumsfeldovu ostavku te ga zamijeniti s bivšim direktorom CIA-e Robertom Gatesom.
Preminuo je 29. lipnja 2021. u svojem domu u Taosu, Novi Meksiko u dobi od 88. godina.